# Кинцер, Дария
Дария Кинцер (род. 29 мая 1989, Ашаффенбург, Германия) — хорватская певица. Мать певицы — хорватка, отец — немец. В настоящее время проживает и учится в Вене, Австрия.
Дария представляла Хорватию на Евровидении 2011 в Дюссельдорфе. 5 марта 2011 певица выиграла национальный отбор с песней «Break a Leg» (пожелание удачи, «ни пуха ни пера»), которую написал известный хорватский композитор, участник группы «Colonia» Борис Джурджевич. Однако позднее стало известно, что название песни изменили, и Дария поехала на конкурс с песней «Celebrate». Певица выступила в первом полуфинале, но получила недостаточно поддержки со стороны европейских телезрителей и не прошла в финал песенного конкурса. Вместе с певицей выступал российский иллюзионист Сергей Воронцов, показавший трюк с её мгновенным переодеванием.